# Symphurus oligomerus
Symphurus oligomerus är en fiskart som beskrevs av Mahadeva och Munroe, 1990. Symphurus oligomerus ingår i släktet Symphurus och familjen Cynoglossidae. IUCN kategoriserar arten globalt som livskraftig. Inga underarter finns listade i Catalogue of Life.